# Tangará (Rio Grande do Norte)
Tangará is een gemeente in de Braziliaanse deelstaat Rio Grande do Norte. De gemeente telt 13.610 inwoners (schatting 2009).